# Calascibetta
Calascibetta település Olaszországban, Szicília régióban, Enna megyében. Lakosainak száma 4062 fő (2023. január 1.). Calascibetta Bompietro, Enna, Gangi, Leonforte, Nicosia és Villarosa községekkel határos.

## Népesség
A település népességének változása:
| Lakosok száma | 4493 | 4403 | 4062 |
|               | 2017 | 2018 | 2023 |